# دیوان عالی پاکستان
دیوان عالی پاکستان (به اردو: عدالت عظمیٰ پاکستان) عالی‌ترین مرجع قضایی پاکستان است.